# Свели
Свели (итал. Suelli) је насеље у Италији у округу Каљари, региону Сардинија.
Према процени из 2011. у насељу је живело 1125 становника. Насеље се налази на надморској висини од 251 м.

## Становништво
Према резултатима пописа становништва 2011. у општини је живело 1.135 становника.
| 1931. | 1936. | 1951. | 1961. | 1971. | 1981. | 1991. | 2001. | 2011. |
| ----- | ----- | ----- | ----- | ----- | ----- | ----- | ----- | ----- |
| 932   | 1.011 | 1.253 | 1.228 | 1.052 | 1.171 | 1.198 | 1.171 | 1.135 |